# Союз Центра (2002)
Союз центра (итал. Unione di Centro) — последнее наименование федерации итальянских центристских политических партий, учреждённой в 2002 году под названием «Союз христианских демократов и центра» и расширенной в 2008 году путём присоединения ещё нескольких организаций. Вошла в состав избирательного альянса Мы умеренные.

## История

### Союз христианских демократов и центра
Союз христианских демократов и центра (Unione dei democratici cristiani e di centro) основан на I национальном съезде партии 6-8 декабря 2002 года в Риме как результат слияния трёх центристских политических сил: Христианско-демократический центр (Centro cristiano democratico), Объединённые христианские демократы (Cristiani democratici uniti) и Европейская демократия (Democrazia europea). Должность председателя партии занял Рокко Буттильоне, политическим лидером стал Пьер Фердинандо Казини, а национальным секретарём — Марко Фоллини (в 2005 году Фоллини ушёл в отставку и его заменил Лоренцо Чеза).
Представитель Христианско-демократического центра Карло Джованарди занимал во втором правительстве Берлускони (с 11 июня 2001 по 23 апреля 2005 года) кресло министра по связям с парламентом, представитель СХДЦ Марио Баччини с 4 декабря 2004 по 23 апреля 2005 года являлся министром государственного управления (Ministro della Funzione Pubblica), а представитель Объединённых христианских демократов Рокко Буттильоне — министром европейской политики. В третьем правительстве Берлускони, с 23 апреля 2005 по 17 мая 2006 года, уже в качестве представителей СХДЦ, Джованарди и Баччини сохранили свои места, а Буттильоне был министром культуры.
На выборы 2006 года СХДЦ пошёл в блоке Сильвио Берлускони. Список СХДЦ получил поддержку 6,76 % избирателей на выборах в Сенат, что принесло объединению 21 сенаторское место, и 6,76 % голосов на выборах в Палату депутатов, благодаря чему Союз получил 39 мест в нижней палате парламента.
В преддверии парламентских выборов 2008 года СХДЦ стал основой более широкого политического объединения — Союза Центра.

### Союз Центра
Вместе с СХДЦ основу нового союза составила партия «Популяристское согласование — Маргаритка за учреждение Центра» (Coordinamento Popolari — Margherita per la Costituente di Centro) Чириако Де Мита; также в нём участвовали небольшие организации и фонды либерального направления, в частности — Либеральный фонд (Fondazione Liberal) Фердинандо Адорнато, Открытое общество «Клубы за другую Италию» («Società Aperta Circoli per l’altra Italia») Энрико Чизнетто, а также «Роза для Италии» Бруно Табаччи и Марио Баччини, а также отдельные политики католических убеждений, вышедшие главным образом из Демократической партии (Паола Бинетти, Энцо Карра и Ренцо Лузетти) и Народа свободы (Габриелла Монделло).
В основе политического замысла при создании федерации лежала идея объединения носителей идей христианской демократии и либерализма.
Соглашение между разными организациями было достигнуто в ходе консультаций на так называемом «собрании центра». По взаимному соглашению сторон, была определена общая политическая платформа, но участники оговорили свои отдельные позиции по различным вопросам, не противоречащие общей идее.
15 декабря 2010 года Союз центра вошёл в коалицию «Новый полюс для Италии», основанную на союзе партий «Будущее и свобода для Италии» и «Альянс за Италию».
Осенью 2011 года была сделана попытка провести съезды в провинциях и регионах с целью подготовить общую почву для объединительного съезда, однако, усилия не увенчались успехом, и Союз центра сохранился в виде федерации партий.
В 2013 году «Роза для Италии» вышла из федерации.

### Участие в парламентских выборах
Союз центра участвовал во внеочередных парламентских выборах 13-14 апреля 2008 года отдельным списком, не вступая в коалиции, и набрал на выборах в Палату депутатов 5,6 % голосов, получив 36 депутатских мест, а на выборах в Сенат — соответственно 5,7 % и 3 места.
За список Союза центра на европейских выборах 7 июня 2009 года проголосовали 1 995 021 избирателей (6,51 %), что принесло партии 5 мест в Европейском парламенте.
На выборы 24-25 февраля 2013 года Союз центра пошёл собственным списком в Палату депутатов, впоследствии создав единую фракцию с партией «Гражданский выбор», и в списке «С Монти — за Италию» — в Сенат.
В европейских выборах 25 мая 2014 года партия участвовала единым списком с Новым правым центром, который собрал 1 202 350 голоса (4,38 %) и получил 3 места в Европейском парламенте из 73, отведённых Италии.

### Участие в правительствах
По итогам парламентских выборов 13—14 апреля 2008 года партия осталась в оппозиции и не вошла в четвёртое правительство Берлускони. Однако, в технократическом правительстве Марио Монти, сформированном в 2011 году тем же созывом парламента, Джанлуиджи Магри занял должность младшего статс-секретаря (Sottosegretario di Stato) Министерства обороны.
По итогам парламентских выборов 2013 года Союз центра вошёл в правящую коалицию, получив в правительстве Энрико Летта одно место министра без портфеля и одно место младшего статс-секретаря:
- Джанпьеро Д’Алия — министр государственной службы;
- Джан Лука Галлетти — младший статс-секретарь Министерства образования, университетов и исследований.

21 февраля 2014 года был объявлен состав правительства Ренци, пришедшего на смену правительству Летта. Министерство окружающей среды и защиты суши и моря возглавил представитель «Союза Центра» Джан Лука Галлетти.

## Представительство в парламенте XVII-го созыва (2013—2018)
После выборов 24-25 февраля 2013 года Союз Центра создал в обеих палатах парламента единые фракции с партией «Гражданский выбор», но из-за политического раскола 9-10 декабря 2013 года вместе с другими союзниками «Гражданского выбора» размежевался с ним и в Палате депутатов, и в Сенате.

### Фракция «За Италию — Демократический центр» в Палате депутатов
Образована 10 декабря 2013 года в результате перехода 20 депутатов из фракции «Гражданский выбор для Италии» (Scelta Civica per l’Italia) под названием «За Италию», 4 декабря 2014 года приняла название «За Италию — Демократический центр» (Per l’Italia-Centro democratico), 16 декабря 2014 года шесть депутатов перешли в единую фракцию Area Poplari (НПЦ-Союз Центра). Возглавляет фракцию «За Италию — Демократический центр» лидер партии «Союз за Трентино» Лоренцо Деллаи.

### Фракция «За Италию» в Сенате
Единая фракция «Гражданский выбор для Италии» в Сенате создана на основе представителей партии «Гражданский выбор» 19 марта 2013 года, с 27 ноября 2013 года носит наименование «За Италию» (Per l’Italia). 9 декабря 2013 года 8 человек (члены партии «Гражданский выбор»), перешли во вновь образованную фракцию «Гражданский выбор с Монти за Италию» (Scelta Civica con Monti per l’Italia), и с тех пор фракция «За Италию» представляет бывших союзников партии «Гражданский выбор», в том числе Союз Центра.

## Парламентские выборы 2018 года
29 декабря 2017 года Лоренцо Чеза и Антонио Де Поли подписали от имени Союза Центра предвыборное соглашение с Раффаэле Фитто, Маурицио Лупи и Франческо Саверио Романо, представлявшими предвыборный список Noi con l’Italia (Мы с Италией).
4 марта 2018 года это объединение пошло на очередные парламентские выборы в составе правоцентристской коалиции, основу которой составили Вперёд, Италия и Лига Севера, и заручилась поддержкой чуть более 1 % избирателей, не получив ни одного места в парламенте, а по итогам голосования в одномандатных округах — 4 места в Палате депутатов и 5 — в Сенате.

## Результаты на парламентских выборах
| Палата депутатов |                  |      |               |      |
| Год выборов      | Получено голосов | %    | Получено мест | +/-  |
| 2006             | 2.580.190        | 6,76 | 39 из 630     | -    |
| 2008             | 2.050.319        | 5.6  | 36 из 630     | ▼ 3  |
| 2013             | 608.210          | 1,8  | 8 из 630      | ▼ 28 |
| 2018             | 428.928          | 1,3  | 4 из 630      | ▼ 4  |

| Сенат       |                  |      |               |      |
| Год выборов | Получено голосов | %    | Получено мест | +/-  |
| 2006        | 2.309.442        | 6.76 | 21 из 315     | -    |
| 2008        | 1.866.294        | 5.7  | 3 из 315      | ▼ 18 |
| 2013        | -                | -    | 2 из 315      | ▼ 1  |
| 2018        | 0,36 mln         | 1.19 | 5 из 315      | ▲ 3  |

| Европейский парламент |                  |      |               |     |
| Год выборов           | Получено голосов | %    | Получено мест | +/- |
| 2009                  | 1.995.021        | 6.55 | 5 из 72       | -   |

## Национальное руководство партии
- Секретарь: Лоренцо Чеза[итал.] (с 2005)
  - Марко Фоллини[итал.] (2002—2005)
- Председатель: Антонио Де Поли[итал.] (с 2016)
  - Джанпьеро Д’Алия (2014—2016)
  - Рокко Буттильоне (2002—2014)

## Партии и организации, входящие в Союз Центра
- Основатели:
  - Союз христианских демократов и центра (Unione dei Democratici Cristiani e di Centro) Пьера Фердинандо Казини;
  - Либеральный фонд (it:Fondazione Liberal) Фердинандо Адорнато;
  - Популяристское согласование — Маргаритка за учреждение Центра (Coordinamento Popolari — Margherita per la Costituente di Centro) Чириако Де Мита.
- Присоединились позднее:
  - Ассоциативное движение итальянцев за границей (it:Movimento Associativo Italiani all'Estero) Рикардо Антонио Мерло;
  - Пополяры за Апулию (Popolari per la Puglia) Марчелло Вернола;
  - Политическая партия «Христианский альянс» (Partito Politico Alleanza Cristiana);
  - Венето за Народную европейскую партию (Veneto per il Partito Popolare Europeo) Джорджо Каролло;
  - Политическая партия европейских христиан (Partito Politico Cristiani Europei);
  - Демократы-автономисты (Democratici Autonomisti) Маурицио Баллистрери;
  - Политическое движение умеренных Италии (Movimento Politico Moderati Italia);
  - Христианский народный союз (Unione Popolare Cristiana) Антонио Сатта;
  - Будущая демократия (Democrazia Futura) Альберто Томмаззини;
  - Гражданская сеть для Венето (Rete Civica per il Veneto) Марко Дзаботти;
  - Южная Европа (EuropaSud) Джузеппе Гаргани;
  - Пополяры за Сицилию (Popolari per la Sicilia) Нино Борромети.

## Общенациональные собрания
- Генеральные штаты Центра (Stati Generali del Centro) — Кьянчано-Терме, 11-13 сентября 2008 года, Decisivi per governare
- I-я Учредительная ассамблея (I Assemblea fondativa) — Рим, 3-4 апреля 2009 года, Verso il Partito della Nazione
- II-я Всеобщая ассамблея (II Assemblea generale, Stati del Centro) — Кьянчано-Терме, 11-13 сентября 2009 года, Nasce dal Centro l’Italia di domani
- I-я Лаборатория идей «Перестроим Италию» (I Laboratorio delle Idee, Ricostruiamo l’Italia) — Кьянчано-Терме, 10-12 сентября 2010 года
- III-я Всеобщая ассамблея (III Assemblea generale) — Кьянчано-Терме 8-11 сентября 2011 года, Quando gli italiani si uniscono sono capaci di grandi imprese
- Национальная ассамблея (Assemblea nazionale) — Рим, 20 июля 2013 года
- Народный праздник «Будущее Италии» (Festa Popolare, Futuro dell’Italia) — Кьянчано-Терме 13-15 сентября 2013 года
- I-й конгресс (I Congresso) — Рим, 21-23 февраля 2014 года